# Otto Maria Carpeaux
Otto Karpfen, más conocido como Otto Maria Carpeaux (Viena, 9 de marzo de 1900 - Río de Janeiro, 3 de febrero de 1978) fue un ensayista, crítico literario y periodista austríaco nacionalizado brasileño.

## Biografía

### En Austria
Hijo único de padre judío y madre católica, nació el 9 de marzo de 1900 en Viena (Austria), donde cursó el gymnasium. Ingresó en la facultad de Derecho por sugerencia familiar, abandonándola un año después. Estudió en el Instituto de Química de la Universidad de Viena entre 1920 y 1925, pero nunca ejerció la profesión.
En los años 1920, frecuentó los círculos literarios de Viena y las conferencias públicas de Karl Kraus. Estudió filosofía doctorándose en 1925, matemáticas en Leipzig, sociología en París, literatura comparada en Nápoles y política en Berlín, además de dedicarse a la música.
También se dedicó intensamente a la literatura y al periodismo político, actividades que alternó en Viena con períodos como redactor de la revista semanal Berichte zur Kultur und Zeitgeschichte y como articulista del diario Neue Freie Presse.
En marzo de 1930 se casó con Helena Carpeaux quien lo acompañó durante toda su vida. Abandonó el judaísmo en 1933 al convertirse a la religión católica, tras lo cual agregó Maria y Fidelis a su nombre, este último por poco tiempo.
Llegó a ser hombre de confianza de los primeros ministros austriacos, Engelbert Dollfuss y Kurt Schuschnigg, quienes fueron los últimos primeros ministros antes de que Austria fuese anexada en el Anschluss a la Alemania nazi. Tras la caída de Schuschnigg, se vio obligado a marchar al exilio.
A principios de 1938, huyó con su esposa a Amberes, Bélgica, donde trabajó como periodista en Gaset van Antwerpen, el mayor diario belga en idioma neerlandés.

### En Brasil
Ante la amenaza nazi, a fines de 1939 Karpfen y su esposa decidieron exiliarse en Brasil. Durante el viaje en barco estalló la guerra en Europa. En repudio a todo lo que podía representar al Tercer Reich, adoptó el apellido francés Carpeaux en lugar del alemán Karpfen.
Al arribar, nada sabía de la literatura brasileña ni tenía conocidos. En su condición de inmigrante, fue enviado a una fazenda en Paraná para trabajar en el campo. Se dirigió a São Paulo donde inicialmente pasó dificultades. Sin trabajo, sobrevivió gracias a la venta de sus propias pertenencias, incluyendo libros y obras de arte. Como políglota, ya dominaba varios idiomas, entre ellos Inglés, flamenco, serbocroata y latín, además de varias lenguas romances como francés, italiano, español y provenzal. No tuvo dificultades para dominar en poco tiempo el portugués.
En 1940, luego de intentar sin éxito hacerse de un lugar en el periodismo brasileño, dirigió una carta a Álvaro Lins respecto de un artículo sobre Eça de Queiroz. En respuesta, fue invitado en 1941 a escribir un artículo literario para el Correio da Manhã, de Río de Janeiro. Su artículo fue publicado, comenzando así una larga, intensa y constante producción de crítica literaria.
Hasta 1942 escribía en francés y se publicaba una traducción. Gracias a su vasta erudición y formación, divulgó autores extranjeros hasta ese entonces poco conocidos o ignorados en Brasil y alcanzó fama de gran crítico literário. También en 1942 se nacionalizó brasileño y publicó el libro de ensayos Cinzas do Purgatório.
Entre 1942 y 1944 fue director de la Biblioteca de la Facultad Nacional de Filosofía. En 1943 publicó Origens e Fins.
De 1944 a 1949 fue director de la Biblioteca de la Fundación Getúlio Vargas. En 1947 publicó História da Literatura Ocidental, el más importante libro de su género en lengua portuguesa, en el cual analiza la obra de más de ocho mil escritores desde Homero a los modernistas. En 1950 asumió el cargo de redactor-editor del Correio da Manhã. En 1951 publicó Pequena Bibliografia Crítica da Literatura Brasileira, obra que reúne en orden cronológico más de 170 autores de acuerdo a sus corrientes, desde la literatura colonial hasta la fecha de publicación.
En 1953 publicó Respostas e Perguntas y Retratos e Leituras. En 1958 publicó Presenças y en 1960 Livros na Mesa.
En 1961 y 1964 ganó el premio Jabuti de historia literaria.
Fue un firme opositor al golpe militar de 1964, escribió artículos contra el régimen y participó de debates y otras actividades políticas.
El escritor y crítico de arte brasileño José Roberto Teixeira Leite dijo: «Carpeaux fue uno de los hombres más feos que conocí... su apariencia neandertalesca, todo mandíbulas y cejas, hacía la delicia de los caricaturistas: parecía, sin quitar ni agregar, un troglodita, pero un troglodita que leía a Homero y a Virgilio en el original, que se deleitaba con Bach y Beethoven y que distinguía a Rubens de Van Dyck». También según Teixeira Leite, Carpeaux era notoriamente tartamudo, lo que lo apartó de la cátedra y de las universidades para confinarlo en bibliotecas y redacciones.
Falleció en Río de Janeiro el 3 de febrero de 1978 a los 77 años, de un ataque cardíaco.

## Obras
Publicadas en Brasil
- 1942 - Cinza do Purgatório
- 1943 - Origens e Afins
- 1947 - História da Literatura Ocidental (8 volúmenes)
- 1951 - Pequena Bibliografia Crítica da Literatura Brasileira
- 1953 - Perguntas e Respostas
- 1953 - Retratos e Leituras
- 1958 - Presenças
- 1958 - Uma Nova História da Música
- 1960 - Livros na Mesa
- 1964 - A Literatura Alemã
- 1965 - A Batalha na América Latina
- 1965 - O Brasil no Espelho do Mundo
- 1968 - As Revoltas Modernistas na Literatura
- 1968 - 25 Anos de Literatura
- 1971 - Hemingway: Tempo, Vida e Obra
- 1978 - Alceu Amoroso Lima (biografía)
- 1992 - Sobre Letras e Artes
- 2005 - Ensaios Reunidos 1942-1978 (Vol. 1) De A Cinza do Purgatório até Livros na Mesa
- 2005 - Ensaios Reunidos 1946-1971 (Vol. 2)